# Life is a Bi
Life is a Bi... (en hangul, 인생은 나쁜X) es el segundo EP de la cantante surcoreana Bibi. Fue lanzado por Feel Ghood Music y The Five Cultural Industrial Company y distribuido por Kakao M el 28 de abril de 2021. El álbum consta de cinco pistas, incluido su sencillo principal titulado «Bad Sad And Mad».

## Antecedentes y lanzamiento
El 24 de abril de 2021, las cuentas sociales oficiales de Feel Ghood Music anunciaron la lista de canciones incluidas en el segundo miniálbum de Bibi, titulado Life is a Bi..., donde todas las canciones fueron escritas y compuestas por Bibi. «Bibi se encargó de escribir y componer todas las canciones, y contiene la historia de vida honesta de una joven de 20 años, y la desentraña de manera estructurada a través de música, imágenes, textos y vídeos», señalaron desde la casa discográfica.
El 27 de abril de 2022 fue lanzado un adelanto del vídeo musical de «Bad Sad And Mad», su sencillo principal. El álbum fue lanzado el 28 de abril de 2022 y contiene cinco pistas, incluido el título principal «Bad Sad And Mad» y su segundo sencillo, «Life is a Bi...», cuyo vídeo musical fue lanzado el 6 de mayo de 2022. Respecto al trabajo de composición, Bibi señaló que «He estado escribiendo estas pistas una tras otra desde 2018. Fue alrededor de 2019 cuando me di cuenta de que debería comenzar a lanzar esas canciones. Al principio, solo quería sacarlas, pero a lo largo del proceso, aprendí a mirar hacia atrás, a mí misma y a mi vida hasta ese momento. No puse todos mis esfuerzos en esto solo porque era mi segundo EP, simplemente terminé haciéndolo».

## Lista de canciones
| CD / Descarga digital |                                  |        |                                  |              |          |  |
| N.º                   | Título                           | Letras | Música                           | Arreglos     | Duración |  |
| 1.                    | «Umm... Life»                    | Bibi   | stevenc4stle, Bibi               | stevenc4stle | 2:11     |  |
| 2.                    | «Bad Sad And Mad»                | Bibi   | stevenc4stle, badassgatsby, Bibi | stevenc4stle | 2:34     |  |
| 3.                    | «Piri The Dog (피리)»            | Bibi   | stevenc4stle, Bibi               | stevenc4stle | 2:20     |  |
| 4.                    | «Birthday Cake»                  | Bibi   | stevenc4stle, Bibi               | stevenc4stle | 2:16     |  |
| 5.                    | «Life Is A Bi... (인생은 나쁜X)» | Bibi   | stevenc4stle, Bibi               | stevenc4stle | 2:36     |  |
| 12:00                 |                                  |        |                                  |              |          |  |

## Reconocimientos

### Listados
| Publicación         | Lista                                                | Ranking  | Ref.  |
| ------------------- | ---------------------------------------------------- | -------- | ----- |
| Harper's Bazaar     | Top 15 álbumes K-Pop de 2021                         | Incluida | [ 7 ] |
| Rolling Stone India | 10 mejores álbumes coreanos de hip hop y R&B de 2021 | 7.º      | [ 8 ] |

## Posicionamiento en listas
| Lista (2021)                     | Mejor posición |
| -------------------------------- | -------------- |
| Corea del Sur (Gaon Album Chart) | 31             |

## Historial de lanzamiento
| País          | Fecha               | Formato                       | Sello                                                           |
| ------------- | ------------------- | ----------------------------- | --------------------------------------------------------------- |
| Corea del Sur | 28 de abril de 2021 | CD Descarga digital streaming | Feel Ghood Music, The Five Cultural Industrial Company, Kakao M |